# 호광전사천

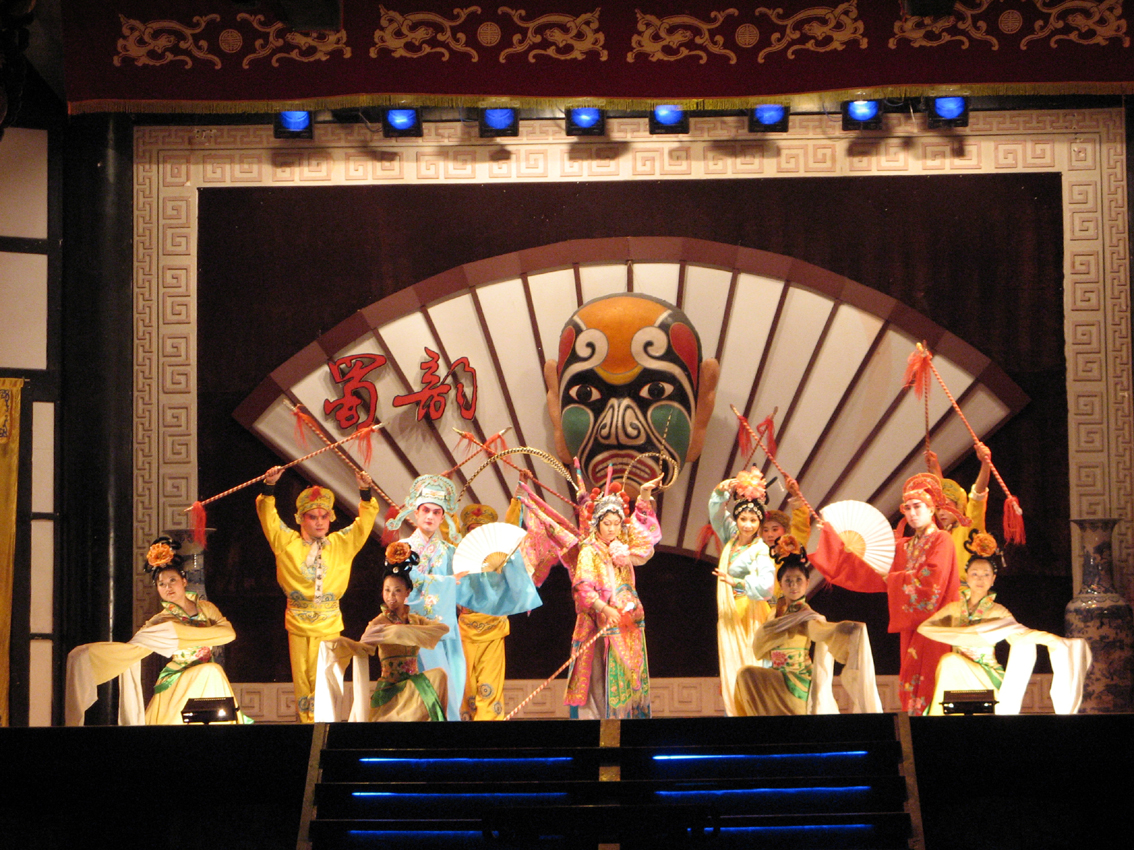
쓰촨 지역의 경극인 천극(川劇). 외부로부터 온 이민자들이 그들의 고향으로부터 가져온 갖가지 연극들을 융합한 것으로 고강(高腔), 곤강(崑腔), 호금(胡琴), 탄강(彈腔) 등의 다양한 성조를 지니고 있다.

호광전사천(중국어 간체자: 湖广填四川, 정체자: 湖廣塡四川)은 원(元) 왕조 말년에서 명(明) 왕조 홍무(洪武) 연간에 걸쳐, 청나라 순치(順治) ~ 건륭(乾隆) 연간에 걸쳐 두 차례 대규모로 발생했던, 호광(湖廣) 즉 지금의 중국 후난(湖南) 전역 및 광둥(廣東) 북부 지역의 주민들이 지금의 중국 쓰촨 성 각지로 이주해 현지를 개간하던 이민 붐을 말한다. 고증에 따르면 지금의 중국 장시(江西), 푸젠(福建), 광시(廣西) 등 10여 개 성에서도 쓰촨 지역으로의 이민 행렬이 이어지고 있었다.
호광전사천으로 사천 지역으로 인구가 유입되면서 거꾸로 호광 지역의 인구가 줄어들어 장시 성에서 다시 인구를 유입시키는 이른바 강서전호광(江西塡湖廣) 등도 이어졌다.

## 역사
명 왕조 초기 사천은 몽골과의 전쟁이나 원 왕조 말기 현지 군벌들의 거병으로 인구가 급격히 줄어 있었다. 이로 인해 중앙 조정부터 지방 각급 관청에 이르기까지 중국 왕조의 관리들은 일련의 조치를 취해 외지 이주민을 사천 지역으로 유치하였는데, 그 가운데 호광 지역의 이주민이 가장 말았다. 제1차 호광전사천은 명 왕조 초기 홍무제의 사천으로의 이민을 장려하는 정책을 펼치는 와중에 있었고, 제2차 호광전사천은 청 왕조 강희제가 강희 33년(1694년) 삼번의 난을 진압한 뒤에 발호한 이른바 《초민전천조》(招民塡川詔)를 통해 새로 사천으로 이민해 가는 백성에 대해 그 해의 부세(賦稅)를 면제하도록 한 데에서 촉발되어, 100년 동안 대략 6백만 명에 달하는 인구가 사천 지역으로 유입되었으며 이들 가운데 호광(湖廣) 즉 지금의 중국 호북(湖北), 호남(湖南) 지역으로부터 유입된 인구가 3백만 명을 헤아렸던 것이다. 사천 지역의 인구도 1757년에는 268만 명이었던 것이 1790년에 이르면 888만 명으로 늘어났고, 1830년에는 3,495만 명까지 치솟았다.
이러한 사천으로의 대대적인 인구 유입과 사천 지역의 인구 폭증은 거꾸로 호광 지역의 인구 구조에까지 영향을 주어, 사천 지역으로 인구가 빠져나가 버린 호광 지역의 인구가 반대로 줄어드는 바람에 다시 인근 강서 등지에서 호광 지역으로 인구가 유입되는 이른바 강서매호광으로 이어졌다. 오늘날 광안(廣安), 린수(鄰水) 등 중국 쓰촨 성 동부 지역 주민들은 대부분 지금의 중국 후베이 지역으로부터 이주한 주민들이다.
또한 사천 지역과 인접한 귀주(貴州) 중북부 및 호광 서부 등지에서 관화(官話)를 사용하는 주민들도, 호광전사천과 관련이 있는 경우가 많다.
사천 성도(成都)의 사례를 보면 청 왕조 말기의 《성도통람》(成都通覽)에서는 "오늘날의 성도 사람들은 원래 바깥 성에 적(籍)을 두고 있던 사람들이다."(現今之成都人, 原籍皆外省人)라고 기록하였는데, 여기서 성도 인구를 구성한 바깥 성의 인구 출신 비율을 보면 호광이 25%를 차지하고 있었으며，그 밖에 하남(河南), 산동(山東) 지역이 5%，섬서(陜西) 10%，운남(雲南), 귀주(貴州) 15%, 강서 15%, 안휘(安徽) 5%, 강소(江蘇)、절강(浙江) 10%，광동•광서 각 10%, 복건•산서(山西)•감숙(甘肅) 각 5%였다.

## 이민 노정
호광전사천의 이민로는 주로 물길과 육로로 이루어졌다. 물길은 지금의 중국 장강(長江)을 따라 거슬러 올라가서 삼협을 거쳐 사천 분지로 가는 길인데, 대부분 호북, 강서 지역 주민들이 많이 사용하였다. 육로의 경우는 고대로부터 천검(川黔, 사천과 귀주), 천악(川鄂, 사천과 호북)의 작은 길로 사천으로 들어가는 것으로 호남, 귀주 사람들이 많이 활용하였으며, 광동, 복건 지역의 객가인들도 일부 사용하기도 하였다.

## 영향
호광 지역으로부터 많은 인구가 유입되었다고는 하지만, 오늘날 파촉(巴蜀)계 주민들은 그들의 조상들이 호북의 마성(馬城) 효감향(孝感鄉, 오늘날의 孝感市와는 무관하다)에서 거주하였다고 전하고 있는데, 학자들 사이에서는 산서의 홍동대괴수(洪洞大槐樹)의 사례처럼 처음 호북 지역으로부터 온 이주민들이 처음에는 마성 지역에 집단으로 거주하다가 다 함께 사천으로 이주한 것을 그 후손들이 그들의 고향을 마성이라고 오인하게 된 것이라고 보거나, 호광전사천이라는 이민 붐 속에서 사천으로 이주한 최초의 이민자들이 마성 출신이었으며, 그들의 세력이 크고 지위도 높았기에 후대에 이주해 온 사람들이 마성을 그들의 원래 주거지로 가탁했다는 설도 있다.
이민이 증가함에 따라 이주민들끼리의 단합을 위해 호광회관(湖廣會館)이 탄생하였다. 회관은 명청 시대 성읍에서 외부에 고향이 있는 자들의 휴식이나 모임을 위한 장소를 가리키는 말로 지역별로 달랐지만 고향이 같은 이민자 또는 상인 집단에 의해 세워졌고 그곳에서 고향에서 모시는 토착신이나 그 선현을 제사하기도 하였다. 서생들은 과거에 응시하고 상인은 장사를 하러 다니면서 대부분 본향 회관에 투숙하고는 하였다.
지리적으로는 지금의 중국 쓰촨 분지 서남부에 토착민들이 많이 남아 있는 반면, 동북부는 적었다. 오늘날 전체 인원의 70%가량이 호광 지역으로부터 이주해 온 주민의 후예이며, 이민 붐으로 인해 쓰촨 지역의 문화는 포용적이고 개방적인 분위기를 형성하게 되었다.

## 같이 보기
- 장헌충 - 명말 청초 사천 지역에서 거병해 대서를 선포하였던 군벌로, 그가 사천 지역에서 저지른 학살이 사천 지역 인구 감소의 원인이 되었다고 알려져 있다.